# Джиларди, Энрико
Энрико Джиларди (итал. Enrico Gilardi; род. 20 января 1957, Рим) — итальянский баскетболист, атакующий защитник, чемпион и призёр чемпионатов Европы, серебряный призёр летних Олимпийских игр 1980 года в Москве.

## Карьера
В 1983 году во Франции сборная Италии, в составе которой играл Джиларди, стала чемпионом Европы. В 1985 году команда Италии завоевала бронзовые медали европейского чемпионата в ФРГ.
В 1980 году команда Италии выиграла серебряные медали Олимпиады в Москве. Участвовал в летних Олимпийских играх 1984 года в Лос-Анджелесе, где итальянцы заняли пятое место.
В 2016 году был включён в Зал Славы итальянского баскетбола.